# Krzysztof Konstanty Holly
Krzysztof Konstanty von Holly (ur. 1653 w Bełku, zm. pod koniec  1691 w Żorach) – kanonik w Opolu, od 1678 roku archiprezbiter i proboszcz żorski. 
Pochodził z rodu szlacheckiego von Holly, był synem Franciszka i Doroty z domu Larisch. Pan na Górnym Bełku, po przyjęciu święceń kapłańskich proboszcz w Groszowicach, Należał do prowadzonego przez Jezuitów bractwa „Solidatis Mariana” w Opolu, do którego zapisał się w 1677 roku, kiedy sprawował urząd proboszcza w Groszowicach. Według wizytacji z lat 1679 i 1687 był także jednym z właścicieli Pniowa (obok Wacława von Larisch i trzech innych szlachciców). Ustanowił także fundację 50 tal. dla kościoła w Bełku, z której czynsz roczny uiszczał pan Jerzy Jarocki ze Stanowic, zobowiązaniem proboszcza była jedna msza jakakolwiek za dusze fundatora. Zapis jej posiadał archiprezbiter żorski. Ustanowił też czynsz dla kościoła w Bełku 1 tal. ze stawu rybnego w swojej ziemi. Dawał także miód i wosk z 14 uli na potrzeby kościoła. 16 lipca 1686 roku sprzedał razem ze swoimi braćmi: Henrykiem i Leopoldem Wilhelmem Bełk Górny swemu bratu Janowi za sumę 6000 talarów.